# Università della Corsica
L'Università della Corsica Pasquale Paoli (in corso Università di Corsica Pasquale Paoli, in francese Université de Corse Pascal-Paoli) è un'università pubblica francese con sede a Corte, nell'isola della Corsica.
Ha tre facoltà, la facoltà dell'Arte dell'università della Corsica (LLASH lingue, lettere, arti e scienze umane) propone una licenza professionale in musica tradizionale corsa che permette di dirigere un gruppo musicale corso. Tuttora l'unica lingua d'insegnamento è il francese e nel 2011 ha festeggiato i trent'anni d'attività.
Venne aperta nel 1981 in seguito a una mobilitazione popolare, idealmente ispirata a quella aperta durante la Corsica indipendente di Pasquale Paoli nel 1765, che venne frequentata da illuministi come Rousseau e Voltaire e fu chiusa nel 1768 con l'inizio dell'annessione francese dell'isola, ma con la quale non ha alcun legame amministrativo, giuridico o linguistico, essendo al tempo l'insegnamento in italiano.

## I campus
I campus sono nove in tutta la Corsica:
- Corte:  Campus Grimaldi, su univ-corse.fr (archiviato dall'url originale il 28 marzo 2013).
- Corte:  Campus Mariani, su univ-corse.fr (archiviato dall'url originale il 28 marzo 2013)., costruito nel 1981
- Corte:  Palazzu Naziunale, su univ-corse.fr (archiviato dall'url originale il 28 marzo 2013).
- Corte: IUFM
- Ajaccio: IUFM / Formation Continue
- Bastia: IUFM / Formation Continue
- Biguglia: Stella Mare
- Cargese: Institut d'études scientifiques
- Ajaccio/Vignola: MYRTHE